# Kentoku Noborio
Kentoku Noborio (登尾 顕徳 Noborio Kentoku?), född 30 november 1983 i Kagoshima prefektur, är en japansk före detta fotbollsspelare.
Noborio började sin karriär 2006 i Kyoto Purple Sanga (Kyoto Sanga FC). 2008 flyttade han till Tokushima Vortis. Efter Tokushima Vortis spelade han för Giravanz Kitakyushu och Volca Kagoshima. Han avslutade karriären 2013.